# Породица Доналда Трампа
Породица Доналда Трампа, 45. и 47. председника Сједињених Држава и власника Организације Трамп, америчка је породица немачког и шкотског порекла. Активни су у бизнису, забави, политици и некретнинама. Доналд Трамп, његова трећа супруга Меланија и њихов син Барон представљали су прву породицу за време његовог председничког мандата. Трампов отац Фред био је син немачких имиграната, док је његова мајка Мери Ен Меклауд била шкотска имигранткиња. Трамп има петоро деце и десеторо унучади.

### Супруге

#### Ивана Трамп
Ивана Мари Трамп (рођена Зелничкова), прва супруга Доналда Трампа, рођена је 20. фебруара 1949. у Злину, у Чехословачкој, данашњој Чешкој. Била је модни модел и пословна жена која је постала натурализована држављанка САД 1988. У браку су били од 1977. до 1990. године. Ивана Трамп умрла је у свом дому у Њујорку у 73. години 14. јула 2022.
Ивана је седам година била виши извршни директор Организације Трамп, и извршна потпредседница за дизајн ентеријера. Руководила је дизајнирањем ентеријера Трампове куле са својим препознатљивим ружичастим мермером. Ивана је именована за извршну директорку и председницу хотела и казина "Трамп" у Атлантик Ситију, а касније је постала и менаџерка хотела Плаза наМенхетну.

#### Марла Мејплс
Марла Ен Мејплс (рођена 27. октобра 1963.)  је америчка глумица, јавна личност, модел, певачица и водитељка. Била је друга супруга бившег америчког председника Доналда Трампа. Венчали су се 1993. године, два месеца након рођења ћерке Тифани , а развели се 1999. године.

#### Меланија Трамп
Меланија Трамп (рођена Кнавс), трећа и садађња супруга Доналда Трампа, рођена је 26. априла 1970. године у Новом Месту у Југославији, данашњој Словенији. Имала је дугу каријеру модела и друга је прва дама Сједињених Америчких Држава у историји рођена у иностранству  Венчали су се 2005. године. Меланија је постала натурализована држављанка САД 2006. Није се одмах уселила у Белу кућу када је њен муж постао председник, већ остала остала у кули Трамп са њиховим сином Бароном до краја школске године 2016–2017. Меланија и њен син преселили су се у Белу кућу 11. јуна 2017. године.

### Деца
Трамп има петоро деце из три брака: Доналд Млађи, Иванка и Ерик Трамп са Иваном Трамп; Тифани Трамп са Марлом Мејплс и Барон Трамп са Меланијом Трамп .

#### Први брак
Доналд млађи, Иванка и Ерик су троје Трампове најстарије деце, из његовог првог брака са Иваном Трамп.
Пре избора, сваки од браће и сестара имао је титулу извршног потпредседника у Трамповој организацији. Током кампање, служили су као сурогати свом оцу у националним информативним програмима. Након Трампове изборне победе, сво троје су именовани у председнички прелазни тим.
После инаугурације, Доналд млађи и Ерик су преузели контролу над породичним царством некретнина. Иванка се преселила у Вашингтон, са супругом Џаредом Кушнером, који је постављен на виши саветнички положај у Белој кући.

#### Други брак
Тифани Аријана Трамп (рођена 13. октобра 1993.) је једино дете Доналда Трампа са Марлом Мејплс. Током 2016. је у мањој мери учествовала у очевој кампањи, јер је студирала социологију и урбанистичке студије на Универзитету у Пенсилванији. Убрзо након што је дипломирала, одржала је говор подршке свом оцу на Републичкој националној конвенцији. Стекла је диплому на Правном центру Универзитета Џорџтаун у Вашингтону у мају 2020.

#### Трећи брак
Барон Вилијам Трамп (рођен 20. марта 2006.)  је Трампово најмлађе и једино дете са Меланијом Трамп. У мају 2006, Барон Трамп је крштен у епископалној цркви у Палм Бичу на Флориди. Школу је похађао на Менхетну. Поред енглеског, Барон течно говори и словеначки језик.
Када је 2017. његов отац преузео дужност председника, Барон и његова мајка су на Менхетну остали до краја његове текуће школске године. У јуну, он и Меланија су се преселили у Белу кућу и он се уписао у  приватну школу у Потомаку, Мериленд. Када је 2021. године његов отац напустио Белу кућу и преселио се на Флориду, поново је завршио школску годину, затим отишао на Флориду и уписао се на Оксбриџ академију, приватну припремну школу за колеџ у Вест Палм Бичу на Флориди.
Барон је љубитељ фудбала. Појавио се у дресу ФК Арсенал и упознао играче Ди-Си Јунајтеда у априлу 2017. У септембру 2017. придружио се  омладинском тиму за развојну академију Ди-Си Јунајтеда у сезони 2017–2018. Од фебруара 2019, Барон је играо за фудбалску асоцијацију Арлингтон.
У мају 2024. године, Барон је изабран да као члан републиканске делегације флориде присуствује Републиканској националној конвенцији 2024, што би био његов први улазак у политику. Међутим, Меланија Трамп је касније рекла да је њен син одбио позив, наводећи "претходне обавезе". У јулу 2024. године добио је овације публике присуствујући предизборном митингу свог оца на Флориди.

### Унучад
Доналд Трамп има десеторо унучади. Син Доналд Трамп млађи и његова бивша супруга Ванеса имају петоро деце, ћерка Иванка и њен супруг Џаред Кушнер имају троје, док Ерик Трамп и његова супруга Лара имају двоје.

## Порекло
Према биографкињи Гвенди Блер, породица је потицала од путујућег адвоката, Ханса Друмпфа, који се настанио у Калштату, селу у Фалачку, у Немачкој, 1608. године, а чији су потомци променили име из Друмпф у Трамп током Тридесетогодишњег рата ( 1618–1648). Презиме Трамп је први пут забележено у Калштату током 18. века. Новинарка Кејт Коноли, која је посетила Калштат, пронашла је неколико варијација у писању презимена у сеоским архивама, укључујући Друмб, Тромб, Тромп, Трум, Трумпфф и Дромб.
Јоханес Трамп, рођен у оближњем селу Бобенхајм ам Берг 1789. године. Почетком 1830-их бавио се виноградарством у Калштату где је његов унук, Фридрих Трамп, деда Доналда Трампа, рођен 1869. Неколико његових потомака су такође били виноградари у Калштату, једном од многих села у познатом винородном региону Палатината (Пфалз). Сестра Јоханеса Трампа, Шарлот Луиза, удала се за Јохана Георга Хајнца. Њихов син Јохан Хајнрих (Џон Хенри) Хајнц (1811–1891), који је емигрирао у Сједињене Државе 1840, био је отац Хенрија Џ. Хајнца (1844–1919), оснивача компаније Хајнц и рођака Доналда Трампа.
Ово немачко порекло дуго је скривао отац Доналда Трампа, Фред Трамп, који је до своје десете године одрастао у средини која је углавном говорила немачки; после Другог светског рата и до 1980-их, говорио је људима да је шведског порекла. Доналд Трамп је ово написао у Уметности договора (1987), али је касније додао да је „поносан“ на своје немачко порекло и да је служио као велики маршал на паради потомака немачких имиграната у Њујорку 1999. године.
Породица Трамп је у Немачкој била је лутеранска. Родитељи Доналда Трампа су ишли у презбитеријанску цркву у Квинсу, где је Трамп примио свето помазење 1959. године.

## Родитељи

### Фред Трамп
Отац Доналда Трампа, Фред Трамп (1905–1999), рођен у Њујорку, успешно се бавио некретнинама. Користећи своје наследство, Фред Трамп и његова мајка Елизабета основали су компанију E. Trump & Son 1927. године. Компанија је расла почевши да гради и управља породичним кућама у Квинсу, касарнама и становима за особље америчке морнарице у близини великих бродоградилишта дуж источне обале и више од 27.000 станова у Њујорку. Трампа је 1954. године истраживао комитет америчког Сената за незаконито профитерство, а држава Њујорк по истим оптужбама 1966.
Доналд Трамп је 1971. године постао председник очеве компаније зе пословање са некретнинама, а 1973. га је преименовао у организацију Трамп  Те године, Доналда и његовог оца тужио је Одсек за грађанска права америчког Министарства правде због кршења Закона о праведном становању. Средином 1970-их, Доналд је од свог оца примио позајмице које су прелазиле вредност од 14 милиона америчких долара (касније је Доналд тврдио да је у питању био само 1 милион долара). Доналд је био председник и председавајући организације Трамп до преузимања функције председника САД.

### Мери Ен Меклауд Трамп
Рођена као Мери Ен Меклауд (1912–2000) у Тонгу, малом селу близу Сторновеја, на западним острвима Шкотске, била је ћерка рибара Малколма Меклауда и Мери Меклауд (рођене Смит). Са 17 година емигрирала је у Сједињене Државе са 50 долара (еквивалентно 918 долара у 2018. години) и преселила се код сестре пре него што је почела да ради као собарица у Њујорку. Мери и Фред Трамп упознали су се у Њујорку и венчали 1936. године, настанивши се заједно у Квинсу. Мери је постала држављанка САД 1942. Док је био у посети Шкотској у јуну 2008. године , Доналд Трамп је рекао: „Мислим да се осећам као Шкот“.

## Деда и баба

### Фредерик Трамп
Године 1885, деда Доналда Трампа, Фридрих Трамп, емигрирао је из Калштата, Палатинат (тада део Краљевине Баварске), у Сједињене Државе са 16 година. Своје име је превео на англицизам као Фредерик 1892.  године, када је постао амерички држављанин. Током златне грознице у Клондајку, стекао је богатство отварањем ресторана и хотела у Бенету, а касније и Вајтхорсу, служећи трагаче за златом на путу; један биограф је написао да је посао укључивао бордел, за шта је Доналд Трамп рекао да је "лаж". Када је покушао да се врати, Немачка је 1905. године протерала Фредерика због недостатка регулисања обавезне војне службе и зато што није обавестио власти пре његовог одласка 1885. године; његова каснија жалба је одбијена. Умро је у првом таласу пандемије шпанске грознице 1918. године. Након његове смрти, његово богатство је прешло на његову жену и сина.

### Елизабет Крист Трамп
Бака Доналда Трампа, Елизабет Крист Трамп, рођена је 1880. године, а умрла је 6. јуна 1966. године. Удала се за Фредерика Трампа 1902. и са њим се преселила у Сједињене Америчке Државе. Као и њен муж, она је била родом из Калштата, рођена као ћерка Филипа и Марије Крист. Филип Крист је водио порекло од Јоханеса Криста (1626–1688/9) из Флерсхајма у Хесену. Елизабетх Крист Трамп је била потомак мајстора за оргуље Јохана Мајкла Хартунга (1708–1763) преко своје баке по оцу Сабине Крист.

### Малком Меклауд
Деда Доналда Трампа по мајци, Малком „Цалум” Меклауд, рођен је 27. децембра 1866. године, а умро је 22. јуна 1954. године. Био је земљорадник, рибар и официр.

### Мери Ен Смит Меклауд
Бака Доналда Трампа по мајци, Мери Ен, рођена је 11. јула 1867. године, а умрла је 17. децембра 1963. године. Удала се за Малкома 23. априла 1891. и са њим имала десеторо деце.

## Браћа и сестре

### Маријан Трамп Бери
Маријан Бери (1937–2023) је била најстарија сестра Доналда Трампа. Била је виши савезни судија у трећем окружном апелационом суду, повукла се 2017. након што је њен брат преузео дужност, а званично је пензионисана 2019.

### Фред Трамп млађи
Фредерик "Фреди" Трамп Млађи (1938–1981) је био старији брат Доналда Трампа. 26. септембра 1981. у 42. години преминуо је од срчаног удара.

### Елизабет Трамп Грау
Елизабет Џоан Трамп Грау (рођена 1942) је старија сестра Доналда Трампа. Године 1989. удала се за филмског продуцента Џејмса Грауа. Радила је као административни асистент за банку Чејс на Менхетну, пре него што се пензионисала на Флориди. Она је једина жива сестра Доналда Трампа.

### Роберт Трамп
Роберт Стјуарт Трамп (1948–2020) био је млађи брат Доналда Трампа. Као извршни директор управљао је некретнинама организације Трамп. Инвестирао је у SHiRT LLC, једног од два власника компаније CertiPathx из Вирџиније, која је 2019. добила државни уговор вредан 33 милиона долара.
Роберт Трамп се оженио Блејном Бердом 1980. Развели су се 2009. године након што је Трамп напустио своју жену због Ен Мари Палан, запослене у Трамповој организацији. Оженио се Палан почетком 2020. Трамп је преминуо 15. августа 2020. године у 71. години Према Њујорк Тајмсу, након недавног пада, зарадио је мождано крварење.

## Други сродници

### Џон Г. Трамп
Ујак Доналда Трампа по оцу, Џон Џорџ Трамп (1907–1985) био је инжењер електротехнике, проналазач и физичар који је развио терапију зрачењем и, заједно са Робертом Ј. Ван де Графом, један од првих рендгенских генератора од милион волти. Добио је Националну медаљу науке од председника Роналда Регана и био је члан Националне академије инжењера САД.

### Џон В. Валтер
Трампов рођак Џон В. Волтер (1934–2018) био је син сестре оца Фреда, Елизабет Трамп и њеног супруга Вилијама Волтера. Радио је за Трампову организацију већи део свог живота и био је извршни потпредседник компаније Трамп Менаџмент Заједно са Доналдом Трампом, Меријан Трамп Бери, Елизабет Трамп Грау и Робертом Трампом делио је власништву у грађевинским компанијама. Волтер је такође био градоначелник Флауер Хила у Њујорку између 1988. и 1996. и као тамошњи историчар од 1996. године до своје смрти 2018.

### Мери Л. Трамп
Нећака Доналда Трампа, Мери Л. Трамп, је клинички психолог, бизнисмен и аутор који је написао књигу о Доналду Трампу и породици под насловом Превише и никад довољно (2020).

## Табела чланова породице
| Рођење | Смрт | Фотографија | Име                   | Сродство Доналду Џ. Трампу | Занимање                                                           | Референце     |
| ------ | ---- | ----------- | --------------------- | -------------------------- | ------------------------------------------------------------------ | ------------- |
| 1869   | 1918 |             | Фредерик Трамп        | Деда по оцу                | Берберин, кафеџија                                                 | [ 89 ] [ 90 ] |
| 1880   | 1966 |             | Елизабет Крист Трамп  | Баба по оцу                | Трговац некретнинама                                               | [ 91 ] [ 92 ] |
| 1905   | 1999 |             | Фред Трамп            | Отац                       | Бизнисмен                                                          | [ 93 ]        |
| 1907   | 1985 |             | Џон Џорџ Трамп        | Стриц                      | Инжењер електротехнике, проналазач и физичар                       | [ 94 ]        |
| 1912   | 2000 |             | Мери Ен Меклауд Трамп | Мајка                      | Социјални радник                                                   | [ 95 ]        |
| 1937   | 2023 |             | Маријан Трамп Бери    | Сестра                     | Адвокат, судија                                                    | [ 96 ]        |
| 1938   | 1981 |             | Фред Трамп Млађи      | Брат                       | Пилот                                                              | [ 97 ]        |
| 1946   | –    |             | Доналд Трамп          | –                          | Политичар, бизнисмен, јавна личност                                | [ 98 ] [ 99 ] |
| 1948   | 2020 |             | Роберт Трамп          | Брат                       | бизнисмен                                                          | [ 100 ]       |
| 1949   | 2022 |             | Ивана Трамп           | Прва супруга               | бизнисмен                                                          | [ 101 ]       |
| 1963   | –    |             | Марла Мејплс          | Друга супруга              | Глумица, јавна личност, певачица,                                  | [ 102 ]       |
| 1965   | –    |             | Мери Л. Трамп         | Нећака                     | Психолог и књижевник                                               | [ 103 ]       |
| 1970   | –    |             | Меланија Трамп        | Трећа супруга              | Модел, бизнисмен                                                   | [ 104 ]       |
| 1977   | –    |             | Доналд Трамп Млађи    | Син                        | Политички активиста, бизнисмен, писац и бивши телевизијски водитељ | [ 105 ]       |
| 1981   | –    |             | Иванка Трамп          | Ћерка                      | Бизнисмен и бивши политички кадар                                  | [ 106 ]       |
| 1984   | –    |             | Ерик Трамп            | Син                        | Бизнисмен, активиста и бивши водитељ ријалити телевизије           | [ 107 ]       |
| 1993   | –    |             | Тифани Трамп          | Ћерка                      | Правни асистент                                                    | [ 108 ]       |
| 2006   | –    |             | Барон Трамп           | Син                        | Студент                                                            | [ 25 ]        |